# 마리 핑크
마리 핑크(Marie Vinck, 1983년 1월 3일 ~ )는 벨기에의 배우, 성우이다.

## 출연 작품
- 스무버리프드 (2010)
- 옥시겐 (2010)
- 로프트 (2008)